# イベント放送局
イベント放送局（イベントほうそうきょく）は、放送法第8条に規定する「臨時かつ一時の目的（総務省令で定めるものに限る。）のための放送」（臨時目的放送）のうち、放送法施行規則第7条第2項第1号に規定する「国又は地方公共団体が主催し、後援し、又は協賛する博覧会その他これに類する催し物の用に供すること」を目的とする放送を行う基幹放送局である。「イベント放送局」の語は、電波法関係審査基準（平成13年1月6日総務省訓令第67号）による。

## 概要
地上基幹放送局の一種であり、主に大規模なイベント（博覧会、国民体育大会など）が行われる期間、イベント情報やイベント会場周辺の交通情報などを周辺地域に提供する目的で、6ヶ月以内の期間だけ開設されるFM放送局である。コミュニティ放送の制度が浸透した後は、イベント放送局の開設をきっかけにコミュニティ放送局開局の気運が盛り上がるケースも多々みられる。

### 前史
イベント放送局が制度化されたのは改正放送法令の1988年（昭和63年）10月1日施行による。これ以前の同様の目的の放送局は放送試験局（現地上基幹放送試験局）の種別で開局した。ただし、電気大博覧会で開設された局（後述）の種別は定かでない。

### 呼出符号

#### 1994年以前
JOXZ-FM、「X」は予備免許の交付順を表す英字1文字。英字が最後（Z）に達すると最初（A）に戻るため、結果として複数のイベント放送局に同じ呼出符号が指定された。
JOXZ（「X」は予備免許の交付順を表す英字）は電波法関係審査基準にNHKの教育放送（ラジオ第2放送および教育テレビジョン）に指定するとされており、イベント放送局には未指定のものを使用した。
そのため、JOCZ、JOIZ、JOLZ、JOUZはイベント放送局に指定されず、JOAZ、JOHZ、JOTZはNHKに指定されていたものが廃止されてからイベント放送局に指定された。
また、JOZZは1992年（平成4年）のコミュニティ放送制度化以後はこれに指定するものとされ、1局のみしか使用されなかった。

#### 1995年以降
JOYZ#X-FMまたはJOYZ#XX-FM、「#」は管轄する総合通信局（沖縄総合通信事務所を含む）を表す数字。「X」または「XX」は予備免許の交付順を表す英字。

## 事例
自治体名は開局当時のもの。

### 制度化以前
- 電気大博覧会（1926年、中波放送（電波長230 メートル＝およそ1304 kHzに相当）、呼出符号「電氣大博覽會」、送信出力10 W）[3]
- 国際科学技術博覧会（科学万博）「ラジオきらっと」 （1985年、中波放送、呼出符号JO2C）
- 天王寺博覧会「FMてんぱく」（1987年、FM放送、呼出符号JO4L-FM）

### 1989年 - 1994年

#### 1989年
- アジア太平洋博覧会「よかトピアFM」（愛称：radio MOMO）（福岡県福岡市、JOBZ-FM） ※最初のイベント放送局
- 89姫路シロトピア博（FMひめじ）（兵庫県姫路市、JODZ-FM）
- 鹿児島市制100周年記念事業「サザンピア21」（鹿児島県鹿児島市、JOEZ-FM）
- 横浜博覧会（YES'89）「イエス・エフエム」（愛称：Herb Radio）（神奈川県横浜市、JOFZ-FM、10W） 3月25日〜10月1日[4]
- 世界デザイン博覧会「FM DEPO」（愛知県名古屋市、JOGZ-FM）
- 1989年フェスピック神戸大会（兵庫県神戸市、JOJZ-FM）

#### 1990年
- 国際花と緑の博覧会（花の万博）（大阪府大阪市、JOMZ-FM）
- ニッポンカップ国際ヨットマッチレース（神奈川県葉山町、JONZ-FM）
- 相模湾アーバンリゾート・フェスティバル1990「SURF'90 FM」（神奈川県相模湾沿岸13市町、JOOZ-FM）
- '90長崎旅博覧会（長崎県長崎市、JOPZ-FM）
- '90信濃の国楽市楽座大集合（長野県松本市、JOQZ-FM）

#### 1991年
- 善光寺御開帳フェア（長野県長野市、JORZ-FM）
- 第46回国民体育大会（石川県、JOSZ-FM）
- グリーンルネッサンス北九州'91（福岡県北九州市、JOTZ-FM）
- ニッポンカップ国際ヨットマッチレース（神奈川県葉山町、JONZ-FM）
- '91信濃の国楽市楽座大集合（長野県松本市、JOQZ-FM）

#### 1992年
- 諏訪大社御柱祭（長野県諏訪地域、JOVZ-FM）
- コミュニケーションワールド'92 北海道2000「FOX・FM76.7」（北海道札幌市、JOWZ-FM）
- 第1回ジャパンエキスポ富山'92（富山県小杉町、JOXZ-FM）
- 千里30年まつり（大阪府豊中市、JOYZ-FM）
- 遺跡見学会「第5回古代史遊ing」（大阪府東大阪市、JOZZ-FM）
- ニッポンカップ国際ヨットマッチレース（神奈川県葉山町、JONZ-FM）
- '92信濃の国楽市楽座大集合（長野県松本市、JOQZ-FM）

#### 1993年
- TAMAらいふ21FM Egg Station（送信所：東京都田無市【現・西東京市】、演奏所：東京都府中市、JOAZ-FM）
- アルペンスキー世界選手権盛岡・雫石大会（岩手県雫石町、JOBZ-FM）
- アーバンリゾートフェア神戸'93（兵庫県神戸市、JODZ-FM）
- 信州博覧会・国宝松本城400年まつり（長野県松本市、JOEZ-FM）
- 日本海の楽園・隠岐ビッグセブン（島根県隠岐郡、JOFZ-FM）
- 第3回女子ハングライディング世界選手権（山形県南陽市、JOGZ-FM）
- '93鎌倉夏まつり「鎌倉夏まつりFM」（神奈川県鎌倉市、JOHZ-FM）
- 第48回国民体育大会（香川県坂出市、JOJZ-FM）
- 全国ニューメディア祭'93 INふくしま（福島県会津若松市、JOKZ-FM）
- 第29回全国身体障害者スポーツ大会（徳島県鳴門市、（総合）JOMZ-FM、（盲人野球A）JONZ-FM、（盲人野球B）JOOZ-FM）
- 遺跡見学会「第6回古代史遊ing」（大阪府高槻市、JOPZ-FM）

#### 1994年
- 遺跡見学会「第2回古代史スペシャル」（大阪府太子町、JOPZ-FM）
- 日本海の楽園・隠岐ビッグセブン（島根県隠岐郡、JOFZ-FM）
- 世界祝祭博覧会（まつり博三重'94）「RADIO Pirates」（三重県伊勢市、JORZ-FM）
- ぎおん柏崎まつり（新潟県柏崎市、JOAZ-FM）
- 羽咋まつり（石川県羽咋市、JOBZ-FM）
- PL花火大会（大阪府富田林市、JODZ-FM）
- 「ミナトデアオウ」のプロジェクト・港の壁画コンクール（福島県いわき市、JOEZ-FM）
- 第50回国民体育大会カヌー競技リハーサル大会（福島県東和町、JOGZ-FM）
- 国際電気通信連合全権委員会議（京都府京都市、JOHZ-FM）
- 第21回ダンロップフェニックストーナメント（宮崎県宮崎市、JOJZ-FM）
- 第12回アジア競技大会（広島県広島市、JOSZ-FM）
- 第30回全国身体障害者スポーツ大会（愛知県名古屋市・長久手町、JOTZ-FM、（第一）JOVZ-FM、（第二）JOWZ-FM）
- 第11回日本ジャンボリー（大分県久住町、JOXZ-FM）
- 世界リゾート博（和歌山県和歌山市、JOYZ-FM）
- 遺跡見学会「第7回古代史遊ing」（大阪府堺市、JOPZ-FM）

### 1995年 - 2000年

#### 1995年
- 国際花と緑の博覧会5周年記念 花の都ぎふ・花フェスタ'95（岐阜県可児市、JODZ-FM）
- 八代将軍吉宗展（和歌山県和歌山市等、JOYZ7A-FM）
- 日本海の楽園・隠岐ビッグセブン（島根県隠岐郡、JOFZ-FM）
- 第31回全国身体障害者スポーツ大会（福島県福島市、JOYZ2A-FM）
- 第50回国民体育大会（福島県いわき市、JOYZ2B-FM）
- 1995年ユニバーシアード福岡大会（福岡県福岡市、JOYZ0A-FM）
- 第50回国民体育大会カヌー競技（福島県東和町、JOYZ2C-FM）
- 1995年世界体操競技選手権（福井県鯖江市）
- 高崎音楽祭（群馬県高崎市、JOAZ-FM）
- 第31回全国身体障害者スポーツ大会（福島県福島市、JOYZ2D-FM）
- 味フェスタ'95（高山祭り）（岐阜県高山市）
- 遺跡見学会「'95河内飛鳥古代史遊ing」（大阪府藤井寺市・羽曳野市、JOYZ7B-FM）
- 市川市民まつり（千葉県市川市、JOBZ-FM）
- 第22回ダンロップフェニックストーナメント（宮崎県宮崎市、JOYZ0B-FM）

#### 1996年
- 遺跡見学会「'96藤原京スペシャル」（奈良県橿原市、JOYZ7C-FM）
- アエロバティック・ワールドグランプリ'96但馬大会（兵庫県豊岡市、JOYZ7E-FM）
- 遺跡見学会「'96河内飛鳥古代史遊ing」（大阪府太子町、JOYZ7D-FM）
- 第23回ダンロップフェニックストーナメント（宮崎県宮崎市、JOYZ0B-FM）

#### 1997年
- 斑鳩町制50周年記念事業「歴史探訪」（太子追想の道を行く）（奈良県斑鳩町、JOYZ7G-FM）
- 遺跡見学会「'97藤原京スペシャル」（奈良県橿原市、JOYZ7H-FM）
- 第33回全国身体障害者スポーツ大会（大阪府大阪市、JOYZ7F-FM、JOYZ7F-FCM）
- 第45回信楽陶器まつり（滋賀県信楽町、JOYZ7I-FM）
- 長岡まつりイベントFM局『FM三尺玉』（新潟県長岡市、JOYZ4A-FM）（翌年から、開局されたコミュニティーFM局「FMながおか」にて毎年放送）
- 秋田湯沢七夕絵どうろうまつり（秋田県湯沢市、JOYZ2E-FM）
- 野馬追の里（はらまち民芸芸能大会）（福島県原町市、JOYZ2F-FM）
- 第33回全国身体障害者スポーツ大会（大阪府大阪市、JOYZ7F-FM、JOYZ7F-FCM）
- 遺跡見学会「'97河内飛鳥古代史遊ing」（大阪府羽曳野市、JOYZ7J-FM）
- 第24回ダンロップフェニックストーナメント（宮崎県宮崎市、JOYZ0B-FM）
- 男子世界ハンドボール選手権大会（熊本県熊本市、JOYZ0E-FM）

#### 1998年
- 長野オリンピック（長野県長野市、JOYZ4A-FM）
- 長野パラリンピック（長野県長野市、（アクアウィング）JOYZ4B-FM、（エムウェーブ）JOYZ4C-FM）
- 遺跡見学会「奈良・平城京'98スペシャル」（奈良県奈良市、JOYZ7K-FM）
- 遺跡見学会「'98藤原京スペシャル」（奈良県橿原市、JOYZ7L-FM）
- 第46回信楽陶器まつり（滋賀県信楽町、JOYZ7M-FM）
- 都市緑化にいがたフェア（新潟県新津市、JOYZ4AD-FM）
- ジャパンアップルフェア'98（青森県弘前市、JOYZ2G-FM）
- 第12回日本ジャンボリー（秋田県森吉町、JOYZ2H-FM）
- ならまち賑わいフェスタ（奈良県奈良市、JOYZ7N-FM）
- 遺跡見学会「'98河内古代史遊ing」（大阪府八尾市、JOYZ7O-FM）

#### 1999年
- 遺跡見学会「'99藤原京スペシャル」（奈良県橿原市、JOYZ7P-FM）
- 大河ドラマ「元禄繚乱」歴史ウォーク（兵庫県赤穂市、JOYZ7Q-FM）
- 南紀熊野体験博（和歌山県那智勝浦町、JOYZ7R-FM）
- 大河ドラマ「元禄繚乱」歴史ウォーク（兵庫県姫路市、JOYZ7T-FM）
- 遺跡見学会「'99和泉国古代史遊ing」（大阪府和泉市、JOYZ7S-FM）
- 第54回国民体育大会「くまもと未来国体FM」（熊本県熊本市、JOYZ0G-FM）
- 第35回全国身体障害者スポーツ大会（熊本県熊本市、JOYZ0H-FM）
- 西瀬戸自動車道（しまなみ海道）開通記念「しまなみバリバリFM」（愛媛県今治市、JOYZ9AA-FM）

#### 2000年
- 中空知地域新産業フェア!!「FM G-SKY」（北海道滝川市、JOYZ1AA-FM）
- 園芸と造園の国際博覧会「ジャパンフローラ2000」（淡路花博）（兵庫県淡路町他、JOYZ7U-FM）
- 遺跡見学会「'00河内飛鳥古代史遊ing」（大阪府羽曳野市、JOYZ7V-FM）
- 第16回全日本トライアスロン宮古島大会（沖縄県平良市、JOYZ0I-FM）
- 遺跡見学会「'00藤原京スペシャル」（奈良県橿原市、JOYZ7W-FM）
- 2000年名護サミットキャンペーン（沖縄県名護市、JOYZ0J-FM）
- 遺跡見学会「'00和泉古代史遊ing」（大阪府和泉市、JOYZ7X-FM）
- ナント万葉ウォーク30回記念大会（奈良県明日香村、JOYZ7Y-FM）
- 第39回北上・みちのく芸能まつり（岩手県北上市、JOYZ2AI-FM）

### 2001年 -

#### 2001年
- 第40回北上・みちのく芸能まつり（岩手県北上市、JOYZ2AJ-FM）
- 東北青年フォーラム2001 in大館（秋田県大館市、JOYZ2AK-FM）
- 遺跡見学会「2001・摂津国古代史遊ing」（大阪府茨木市、JOYZ7Z-FM）
- ユニバーサル・スタジオ・ジャパンオープニングイベント（大阪府大阪市、JOYZ7AA-FM）
- 第17回全日本トライアスロン宮古島大会（沖縄県平良市、JOYZ0I-FM）
- 遺跡見学会（奈良県橿原市、JOYZ7AB-FM）
- 北九州博覧祭2001「エアーヒビッキー78.5」（福岡県北九州市八幡東区、JOYZ0K-FM）
- 夢みどりいしかわ2001「レディオぷっぴ〜」（石川県金沢市、JOYZ5AB-FM）
- 大海洋祭マンタピア八重山2001（沖縄県石垣市、JOYZ0L-FM）
- 山口きらら博「FMきらら」（山口県阿知須町、JOYZ8AA-FM）

#### 2002年
- カシオペアメッセ・なにゃーとオープンイベント「カシオペアFM」（岩手県二戸市、JOYZ2AL-FM）
- 東北新幹線二戸駅・IGRいわて銀河鉄道開業記念イベント（岩手県二戸市、JOYZ2AM-FM）
- 狭山池まつり（大阪府大阪狭山市、JOYZ7AC-FM）
- 遺跡見学会「2002・和泉国古代史遊ing」（大阪府和泉市、JOYZ7AD-FM）
- 第18回全日本トライアスロン宮古島大会（沖縄県平良市、JOYZ0I-FM）
- 加賀百万石博覧会（石川県金沢市、JOYZ5AC-FM）
- 第2回全国障害者スポーツ大会（高知県春野町、JOYZ9AB-FM）

#### 2003年
- 第51回北見菊まつり（北海道北見市、JOYZ1AB-FM）
- 南るもい冬!春!元気フェスタ（北海道留萌市、JOYZ1AC-FM）
- 海と山のまつり（茨城県日立市、JOYZ3AC-FM）
- 遺跡見学会「2003・摂津国古代史遊ing」（大阪府高槻市、JOYZ7AE-FM）

#### 2004年
- しずおか国際園芸博覧会（浜名湖花博）「FMのたね」（静岡県浜松市、JOYZ6AA-FM、VICSあり）
- 第54回つくみ港まつり（大分県津久見市、JOYZ0M-FM）
- つばさのまちフェスタ「りんくう花火の祭典」（大阪府泉佐野市、JOYZ7AF-FM）
- 萩開府400年記念「はぎイベントエフエム」（山口県萩市、JOYZ8AB-FM）

#### 2005年
- 2005年日本国際博覧会「愛・地球博」（FM LOVEARTH）（愛知県長久手町、JOYZ6AB-FM）
- 2005年日本国際博覧会「愛・地球博」（愛知県豊田市西中山町、JOYZ6AC-FM、VICSあり）
- 大河ドラマ義経FMウォークin江刺（岩手県江刺市、JOYZ2AN-FM）
- 第55回つくみ港まつり（大分県津久見市、JOYZ0M-FM）

#### 2006年
- 大河ドラマ功名が辻FMウォークin北近江（滋賀県長浜市、JOYZ7AG-FM）
- 第56回つくみ港まつり（大分県津久見市、JOYZ0AA-FM）
- 天保山10デイズわくわく宝島「宝島WAVE」（大阪府大阪市港区、JOYZ7AH-FM）
- 第14回日本ジャンボリー（石川県珠洲市、JOYZ5AD-FM）
- みさわパティオフェスタ（青森県三沢市、JOYZ2AO-FM）

#### 2007年
- 第60回日田川開き観光祭（大分県日田市、JOYZ0AB-FM）
- 第57回つくみ港まつり（大分県津久見市、JOYZ0AC-FM）

#### 2008年
- 第58回つくみ港まつり（大分県津久見市、JOYZ0AD-FM）
- 紫波フルーツの里まつり2008（岩手県紫波町、JOYZ2AP-FM）

#### 2009年
- 第59回つくみ港まつり（大分県津久見市、JOYZ0AE-FM）

#### 2010年
- よこての賑わい創出プロジェクト YY22（秋田県横手市、JOYZ2AQ-FM）
- 信楽まちなか芸術祭（滋賀県甲賀市、JOYZ7AI-FM）

#### 2012年
- IBCまつり in OROパーク2012（岩手県盛岡市、JOYZ2AR-FM）

#### 2013年
- 奄美復帰60周年記念（鹿児島県知名町、JOYZ0AG-FM）

#### 2014年
- 第88回全国花火競技大会「大曲の花火」（秋田県大仙市、JOYZ2AS-FM）

#### 2015年
- 第38回練馬まつり（東京都練馬区、JOYZ3AE-FM） 10月18日

#### 2016年
- FISフリースタイルスキーワールドカップ「秋田たざわ湖大会」（秋田県仙北市、JOYZ2AT-FM）
- 第66回つくみ港まつり（大分県津久見市、JOYZ0AM-FM）
- 希望郷いわて国体・希望郷いわて大会（岩手県北上市、JOYZ2AU-FM） 10月1日・11日・22日・24日
- 希望郷いわて大会グランドソフトボール競技（岩手県盛岡市、JOYZ2AV-FM、JOYZ2AW-FM） 10月22日〜24日
- 第39回練馬まつり（東京都練馬区、JOYZ3AG-FM） 10月16日

#### 2017年
- FISフリースタイルスキーワールドカップ「秋田たざわ湖大会」（秋田県仙北市、JOYZ2AX-FM） 2月18日・19日[5]
- 第27回全国椿サミット野々市大会 他（石川県野々市市・白山市、JOYZ5AE-FM）[6] 3月11日〜9月10日[7]
- 奥能登国際芸術祭・珠洲市防災総合訓練（石川県珠洲市、JOYZ5AF-FM） 9月1日〜30日[8]
- 愛顔（えがお）つなぐえひめ国体・えひめ大会（愛媛県松山市、JOYZ9AC-FM） 9月2日〜10月30日[9]
- 第40回練馬まつり（東京都練馬区、JOYZ3AH-FM） 10月15日[10]

#### 2018年
- 文京区避難所総合訓練（東京都文京区、JOYZ3AI-FM） 1月28日[11]
- FISフリースタイルスキーワールドカップ「秋田たざわ湖大会」（秋田県仙北市、JOYZ2AY-FM） 3月3日・4日[12]
- 福井しあわせ元気国体・福井しあわせ元気大会（福井県福井市、JOYZ5AG-FM） 8月25日〜10月15日[13]
- 第41回練馬まつり（東京都練馬区、JOYZ3AJ-FM） 10月21日[14]

#### 2019年
- FISフリースタイルスキーワールドカップ「秋田たざわ湖大会」（秋田県仙北市、JOYZ2AZ-FM） 2月23日・24日[15]
- 川崎町6．12総合防災訓練（宮城県柴田郡川崎町、JOYZ2BA-FM） 6月12日[16]
- いきいき茨城ゆめ国体（茨城県那珂市、JOYZ3AK-FM） 9月28日〜10月14日[17]
- Shonan Autumn Fes2019（神奈川県藤沢市、JOYZ3AL-FM） 10月19日・20日[18]
- 第42回練馬まつり（東京都練馬区、JOYZ3AM-FM） 10月20日[19]

#### 2020年
- FISフリースタイルスキーワールドカップ「秋田たざわ湖大会」（秋田県仙北市、JOYZ2BB-FM） 2月22日・23日[20]
- 文京区避難所総合訓練（東京都文京区、JOYZ3AN-FM） 2月9日[21]

#### 2021年
- 文京区避難所総合訓練（東京都文京区、JOYZ3AO-FM） 7月11日[22]